# Laborie (quận)
Laborie là một quận của đảo quốc Saint Lucia ở Caribe. Theo thống kê năm 2002, dân số quận là 7.414 người. Lưu trữ ngày 13 tháng 11 năm 2012 tại Wayback Machine Ngôi làng Laborie nằm cách 27 km về phía nam thủ đô Castries.